# Ebergény
Ebergény egykor önálló község, 1969 óta Zalaegerszeg városrésze.

## Neve
Nevét 1371-ben Eburgyn, 1372-ben Ebergen alakban írták az oklevelekben. Hívták másként Belyánvölgynek, Keresházának, és Ebergényvölgyének is.

## Fekvése
Göcsej északkeleti szélén, Zalaegerszeg délnyugati részén található. Egy dombon, „szőlőhegyen” terül el. Szomszédai északkeletre Kápolnahegy (Zalaegerszeg része), délnyugatra Babosdöbréte, északnyugatra Szenterzsébethegy és Újhegy (mindkettő Zalaegerszeg része).

## Története
A középkor óta lakott település. A 14. századig a Hermann nemzetségé, a 15. századtól az Ebergényi család birtoka volt, majd a Sárkány családé lett. Lakói szőlészettel foglalkoztak. Egy 1777-ben kelt feljegyzés 36 helybeli és 79 külső gazdát említ, akik összesen 757 kapás szőlőt műveltek.
Vályi András szerint „Magyar falu Szala Vármegyében, birtokosai külömbféle Urak, lakosai katolikusok, fekszik Szala Egerszeghez nem meszsze, ’s ennek filiája, a’ nagyobb Kapornaki járásban, határja közép termékenységű, vagyonnyai külömbfélék, második Osztálybéli.”
Fényes Elek szerint „Ebergény, puszta, Zala vgyében, Debréte és Árkosháza mellett.”
1969-ben csatolták Andráshida, Bazita, Ságod és Szenterzsébethegy falvakkal együtt Zalaegerszeghez.

## Közlekedés
- A városközpontból a 26-os helyi autóbusszal érhető el.

## Nevezetességek
- Szent Jakab-templom[4]

## A település az irodalomban
- Érintőlegesen szerepel a település Bödőcs Tibor humorista első regényében, a zalai vidéki helyszínek sokaságát felvillantó Meg se kínáltak című kötetben (a 3. fejezetben).

## Külső hivatkozások
- Ebergény története – Zalaegerszegturizmus.hu